# Leo Halle
Leonard Herman Gerrit Halle, detto Leo (Deventer, 21 gennaio 1906 – Deventer, 15 giugno 1992), è stato un calciatore olandese, di ruolo portiere.